# Ruud Jansen (muzikant)

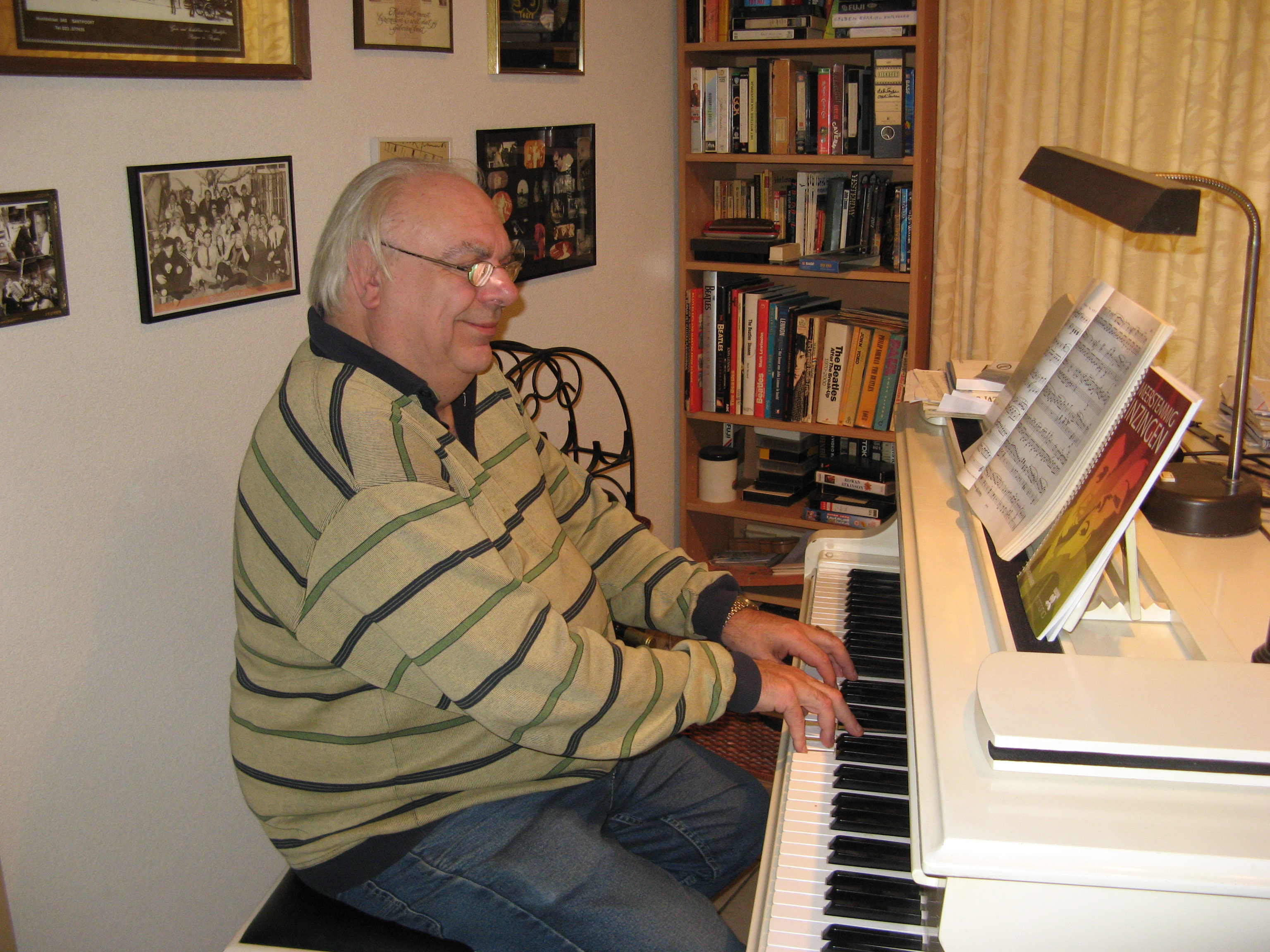
Ruud Jansen in 2012 achter zijn piano.

Ruud Jansen (Haarlem, 6 april 1948) is een Nederlandse muzikant, zanger en componist. Hij is sinds 1966 op professionele basis actief als muzikant. In dat jaar speelde hij in de band Communication. Een jaar later werd hij bandlid van The Soulful Blues Qualitiy, ook Dane Clark maakte deel uit van deze band.
In 1976 werd Jansen winnaar van het Yamaha Electone Concours in Nederland en Europa. Later dat jaar nam hij deel aan het Electone Festival in Japan en richtte hij de Ruud Jansen Band op, waarmee hij tientallen jaren in heel Nederland optrad. In 1977 verscheen zijn eerste solo-orgelplaat "Live at the Safariclub", gespeeld op een Yamaha GX1 en EX42.
Als muzikant verleende hij in de loop der jaren zijn medewerking aan diverse televisie- en theaterproducties. Zo verzorgde hij in 2001 de muzikale begeleiding in het programma Bingopaleis met André van Duin en Ron Brandsteder en werd hij in 2006 muzikaal leider van theatergroep Plug In. Ook is Jansen als begeleider verbonden aan diverse koren.
In 2021 bracht Jansen online de single "Glasses Pt. 401 uit, als voorloper van het nieuwe soloalbum "New Glasses", met uitsluitend instrumentale tracks. Hiervoor riep hij de hulp in van gitarist Paul Bakker en drummer Pieter Voogt (Ekseption).

## Biografie
Jansen kwam ter wereld in kraamkliniek Beatrix aan de Zijlweg 196-198 in Haarlem. Het gezin woonde destijds op de zolderverdieping van het huis van zijn grootouders van vaders kant. Als baby van circa acht maanden verloor Jansen zijn linkeroog ten gevolge van een middenoorontsteking. Aan zijn rechteroog kreeg hij een lensprobleem, waardoor hij zijn verdere leven slechtziend bleef. Om die reden bracht hij het grootste deel van zijn jeugd door in Huis ter Heide, een internaat in Zeist. Daar legde hij ook de basis voor zijn muzikale carrière. Hij begon er mondharmonica te spelen en nadat de directeur van het internaat zijn talent ontdekte, werd hij naar pianoles gestuurd. Daarna volgden lessen klassiek orgel in Haarlem.
In 1966 speelde Jansen in het Haarlemse Top-40-bandje Communication, een jaar later verlegde hij zijn interesses richting de soulmuziek en trad hij toe tot de band Soulful Blues Quality. Hierin werkte hij samen met Dane Clark, de vader van Alain Clark. Na vijf jaar soul kwam het verlangen naar iets anders en ging Jansen meer de progressieve rockkant op. Na nog wat omzwervingen in de jazz en dixielandmuziek richtte hij in 1976 zijn eigen Ruud Jansen Band op. Deze band onderscheidde zich met name door de enorme verscheidenheid van repertoire. In datzelfde jaar werd hij Europees winnaar van het wereldwijde Yamaha Electone Orgel Festival in Hamburg. Tussen 1977 en 1984 maakte hij drie soloplaten met orgelmuziek. Ook bracht hij in 1981 de herdenkingssingle "Today I lost a Friend" voor John Lennon uit. Als solopianist/entertainer wekte hij onder meer in Duitsland, Spanje en Aruba.
Jansen was goed bevriend met Rick van der Linden, de bandleider van Ekseption. na diens dood erfde Jansen diens huiskamerorgel. Jansen werkte gedurende zijn carrière onder meer samen met René Froger, Wolter Kroes, Lee Towers, Anita Meyer, John Kraaykamp sr, De Mounties, Robert Paul en Herman Brood.

## Discografie
| Jaar | Uitvoerende            | Titel                                            | Geluidsdrager |
| ---- | ---------------------- | ------------------------------------------------ | ------------- |
| 1968 | Soulful Blues Quality  | Sweet Wine / Wasting My Time / Practical English | Single        |
| 1975 | Billy B. Jacket        | Happy Day                                        | LP            |
| 1976 | Diverse Artiesten      | Bluesy Rhythm From The Dutch West Coast (Live)   | LP            |
| 1977 | Ruud Jansen            | Live At The Safari Club                          | LP            |
| 1978 | Ruud Jansen            | Yamaha Hits                                      | LP            |
| 1981 | Jansen/Duijf/Piscaer   | Today I Lost A Friend / Melafunk                 | Single        |
| 1984 | Ruud Jansen            | Soloband                                         | LP            |
| 1986 | Ruud Jansen Band       | Live At The Sun (Live)                           | LP            |
| 1987 | Ruud Jansen            | Dream Music 1                                    | Cassette      |
| 1988 | Ruud Jansen            | Dream Music 2                                    | Cassette      |
| 1988 | Soulful Blues Quality  | Live At Hoeve Adrichem                           | CD            |
| 1997 | Ruud Jansen Band       | 30 Years A Battle Of Keys                        | CD            |
| 1998 | Ruud Jansen Band       | Louise                                           | CD-single     |
| 2007 | An Ekseptional Tribute | An Ekseptional Tribute                           | DVD           |
| 2013 | Ruud Jansen            | Dream Music 2013                                 | Online album  |
| 2020 | Loeking For Kloes      | Everyday In Action                               | CD            |
| 2021 | Ruud Jansen            | Glasses Pt. 401                                  | Online single |
| 2021 | Ruud Jansen            | Sabrina                                          | Online single |
| 2021 | Ruud Jansen            | New Glasses                                      | Online album  |